# Вільям Фог Осгуд
Вільям Фог Осгуд (10 березня 1864 — 22 липня 1943) — відомий американський математик.

## Освіта і кар'єра

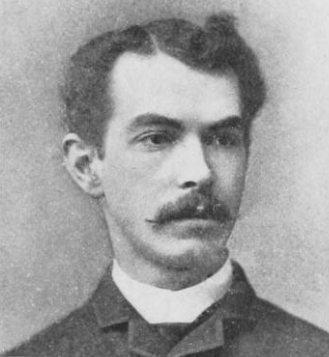
Вільям Осгуд в Гарварді, 1886 рік

Вільям Фог Осгуд народився в Бостоні 10 березня 1864 року. У 1886 році він успішно закінчив Гарвард. Після закінчення навчання в університетах Геттінгена (1887—1889) та Ерлангена (доктор філософії, 1890) він був у Гарварді викладачем (1890—1893), доцентом (1893—1903) і потім професором математики. З 1918 по 1922 рік він очолював кафедру математики в Гарварді. У 1933 році він став почесним професором. З 1934 по 1936 рік він був запрошеним професором математики в Пекінському університеті.
З 1899 по 1902 рік він також працював редактором Annals of Mathematics. У 1905—1906 роках був президентом Американського математичного товариства, чиї транзакції він редагував у 1909—1910 роках.

## Внески
Роботи Осгуда стосувалися комплексного аналізу, зокрема конформного відображення та уніфікації аналітичних функцій, а також варіаційного числення. Фелікс Кляйн запросив його написати статтю про комплексний аналіз в Enzyklopädie der mathematischen Wissenschaften, яка пізніше була розширена в книзі Lehrbuch der Funktionentheorie.
Криві Осгуда — криві Жордана з додатною площею — названі на честь Вільяма Осгуда, який опублікував статтю, що доводить їх існування в 1903 році.
Окрім досліджень з аналізу, Вільям Осгуд також цікавився математичною фізикою та писав про теорію гіроскопа.

## Нагороди та відзнаки
У 1899 році Осгуд був обраний членом Американської академії мистецтв і наук У 1904 році він був обраний членом Національної академії наук. У 1915 році він був обраний членом Американського філософського товариства.

## Вибрані видання
Серед книг Осгуда:
- Вступ до нескінченних рядів (Harvard University Press 1897; третє видання, 1906)
- Lehrbuch der Funktionentheorie (Teubner, Berlin, 1907; друге видання, 1912)
- Перший курс диференціального та інтегрального числення (1907; перероблене видання, 1909)
- (разом з WC Graustein) Плоска і тверда аналітична геометрія (Макміллан, Нью-Йорк, 1921)
- Елементарне числення (Макміллан, Нью-Йорк, 1921)
- Advanced Calculus (MacMillan, NY, 1925)
- Механіка (Макміллан, Нью-Йорк, 1937)